# Велиханлы, Фируза Орхан кызы
Фируза Орхан кызы Велиханлы (азерб. Firuzə Orxan qızı Vəlixanlı; род. 26 октября 1970) — советская и азербайджанская шахматистка, гроссмейстер среди женщин (1994). В составе женской сборной Азербайджана участница четырёх шахматных олимпиад ФИДЕ (1992, 1994, 2002, 2004) и двух командных чемпионатов Европы (1992, 1997).

## Биография
Родилась в 1970 году. В 1990 году стала международным мастером среди женщин, а с 1994 года имеет звание женского гроссмейстера.
В 1991 году за высокие спортивные результаты была награждена Почётным дипломом Азербайджанской ССР.
В 1992 году завоевала бронзу командного чемпионата Европы в составе женской сборной Азербайджана.
В 1991 году удостоена Почётного диплома Азербайджанской ССР.
В 1995 году награждена Президентом Азербайджанской Республики за заслуги в развитии спорта в Азербайджане медалью «Прогресс».

## Изменения рейтинга
| Графики недоступны из-за технических проблем. См. информацию на Фабрикаторе и на mediawiki.org. |